# R. Dennis King
Richard Dennis King (* 20. Mai 1942 in Calgary, Kanada; † 29. Januar 2002), meist R. Dennis King  oder Dennis King, seltener Dennis R. King, war ein australischer Herpetologe kanadischer Herkunft. Sein Forschungsschwerpunkt war die Biologe der Warane.

## Leben
King wurde in Calgary geboren und zog im frühen Alter nach Vancouver, wo er die Magee High School absolvierte. Anschließend studierte er Zoologie an der University of British Columbia, wo er 1968 den Master-Abschluss erlangte. Danach erhielt er ein Stipendium des Australian Wool Board, was einen Umzug nach Australien zur Folge hatte. Nach einem anfänglichen Studium der Ornithologie, bei dem er sich mit der Gattung der Felsengebirgshühner (Dendragapus) befasste, entdeckte er alsbald sein Interesse für Warane. 1978 wurde er mit der Dissertation Temperature regulation in the Sand goanna Varanus gouldii (Gray) an der University of Adelaide zum Ph.D. promoviert.
Nach dem Abschluss seiner formalen Qualifikationen arbeitete King mit dem Western Australian Agricultural Protection Board zusammen. Ein Großteil seiner Arbeit konzentrierte sich auf die Biologie und die Bekämpfung von Kaninchen und anderen eingeführten Tieren wie Ziegen. Er spielte eine wichtige Rolle bei der Erforschung von Natriummonofluoracetat (auch als Compound 1080 bezeichnet), einer Substanz, die natürlich in diversen australischen Pflanzenarten der Gattung Gastrolobium vorkommt. Aufgrund der daraus resultierenden Toleranz einiger endemischer Tierarten gegenüber dem Toxin in der Vegetation war es möglich, Natriummonofluoracetat zur Bekämpfung eingeschleppter Wirbeltierschädlinge anzuwenden, ohne dass ein Risiko für einheimische Tiere bestand. Insbesondere die Verwendung von Natriummonofluoracetat zur Bekämpfung von Füchsen führte dazu, dass die Zahl der endemischen Kleintier-Arten in einigen Gebieten zunahm und einige von ihnen von der Liste der gefährdeten Arten gestrichen werden konnten.
Kings Bibliographie umfasst fast 160 Schriften, die seine beiden wissenschaftlichen Hauptinteressen widerspiegeln, zum einen die Bekämpfung und Kontrolle von Wirbeltierschädlingen und zum anderen die Erforschung von Waranen. In Zusammenarbeit mit Brian Green veröffentlichte er 1993 das Buch Goannas: The Biology of Varanid Lizards (Neuauflage in den Vereinigten Staaten als Monitors: The Biology of Varanid Lizards im Jahr 1999) und 2004 in Zusammenarbeit mit Eric Pianka das Werk Varanoids of the World. Für die Publikation Komodo Dragons: Biology and Conservation der Smithsonian Institution verfassten Pianka, King und Green im Jahr 2002 das Kapitel Biology, Ecology, and Evolution.
Nach seinem Ruhestand im Jahr 1996 wurde King ehrenamtlicher Mitarbeiter des Western Australian Museum.

## Dedikationsnamen
1980 benannte Glen Milton Storr den Kings Waran (Varanus kingorum) zu Ehren von R. Dennis King und Max King, die nicht miteinander verwandt sind. 2007 ehrten Lawrence A. Smith und Mark Adams King im Artepitheton der Geckoart Lerista kingi.